# تایلر انیس
تایلر انیس (انگلیسی: Tyler Ennis؛ زادهٔ ۲۴ اوت ۱۹۹۴) بازیکن بسکتبال اهل کانادا است.

## حرفه
از باشگاه‌هایی که در آن بازی کرده‌است می‌توان به فینیکس سانز و میلواکی باکس اشاره کرد.
وی در مسابقات کشوری و بین‌المللی در مجموع برندهٔ ۱ مدال برنز شده‌است.